# Sack (Alfeld)
Sack ([zak] ) ist ein östlich gelegener Ortsteil der Stadt Alfeld (Leine) im Landkreis Hildesheim in Niedersachsen.

## Geografie
Der Ortsteil Sack liegt im Warnetal zwischen den Sieben Bergen und dem Sackwald in der Sackmulde an der Landesstraße 469, die auf die L 485 stößt, welche im Westen zum Stadtzentrum und im Osten nach Adenstedt führt.

## Geschichte
Erste urkundliche Erwähnung fand der Ort im Jahr 1205, als die örtliche Kapelle zur eigenen Pfarrkirche erhoben wurde.
Im Zuge der Gebiets- und Verwaltungsreform verlor Sack am 1. März 1974 seine Selbständigkeit und ist seitdem ein Ortsteil der Stadt Alfeld (Leine).
Im Jahr 2005 fand gemeinsam mit der Nachbargemeinde Langenholzen die 800-Jahr-Feier statt.

## Politik

### Ortsrat
Der gemeinsame Ortsrat von Sack und Langenholzen setzt sich aus einer Ratsfrau und vier Ratsherren folgender Parteien zusammen:
- SPD: 4 Sitze
- FDP: 1 Sitz

(Stand: Kommunalwahl 2021)

### Ortsbürgermeister
Der Ortsbürgermeister von Sack und Langenholzen ist Peter Almstedt (SPD). Seine Stellvertreter sind Sabine Voshage-Schlimme und Michael Zander (beide SPD).

### Wappen
Das Ortswappen wurde der Gemeinde am 22. Juni 1938 durch den Oberpräsidenten der Provinz Hannover verliehen. Der Landrat aus Alfeld überreichte es am 28. Oktober desselben Jahres.
| Wappen von Sack | Blasonierung: „Auf goldenem Schild in Grün zwei Eichenblätter mit reifender Eichel.“ |
| Wappen von Sack | Wappenbegründung: Das Dorf Sack ist eine Hägersiedlung des frühen Mittelalters, deren Gemarkung durch Rodung gewonnen wurde. Da der Wald, der noch heute stellenweise reiche Eichenbestände zeigt, der Siedlung Raum gab, wurde von der Gemeinde Sack das Eichenreis als Symbol im Wappen auserkoren. |

## Kultur und Sehenswürdigkeiten
Bauwerke
- Die Barockkirche zu Sack wurde im Jahr 1694 vom Patron von Steinberg errichtet. Die Gemeinde ist evangelisch-lutherisch. Hinter der Kirche befindet sich ein Friedhof.
- Die Schulenburger Kapelle stammt vermutlich aus der zweiten Hälfte des 15. Jahrhunderts und liegt etwa 700 m[6] nordöstlich von Sack auf der Südwestabdachung der Vorberge. Von der Ruine, die möglicherweise Teil einer früheren Siedlung war, sind nur noch die über 50 cm starken Umfassungsmauern aus Kalkbruchstein vorhanden.

Vereine und Organisationen
- Der TSC Sack (Turn- und Sportclub Sack) ist der lokale Sportverein mit Sparten unter anderem in Fußball und Tischtennis. Er besitzt eine Sporthalle sowie einen Sportplatz.